# Джошуа Ландіс
Джошуа Ландіс (англ. Joshua Landis) — американський експерт із дослідження Сирії. Директор «Center for Middle East Studies» університету Оклахоми. Його сайт, присвячений сирійський поточній політиці, відвідують близько 50 тисяч читачів на місяць[джерело?].
Також часто виступає як аналітик на радіо і телебаченні. Доктор Лендіс з'являється на Lehrer News Hour, Charlie Rose Show, CNN, NPR, BBC і регулярно цитується у провідних газетах. Теми його останніх статей охоплюють сирійський фондовий ринок, економічні реформи, ісламську освіту, опозиційні рухи, мирний процес. Він прожив понад 14 років на Близькому Сході і вільно говорить арабською і французькою мовами[джерело?].